# Kyle Murphy
Kyle Murphy (5 oktober 1991) is een Amerikaans wielrenner.

## Carrière
In 2017 werd Murphy onder meer zesde op het nationale kampioenschap tijdrijden. Een jaar later werd hij prof bij Rally Cycling.

## Resultaten in voornaamste wedstrijden
|      | \| Jaar \| Parijs-Tours \| \| WK op de weg \| \| ---- \| ------------ \| \| ------------ \| \| 2019 \| opgave \| \| \| \| 2022 \| \| \| opgave \| |  |              |
| Jaar | Parijs-Tours |  | WK op de weg |
| 2019 | opgave |  |              |
| 2022 | |  | opgave       |

## Ploegen
- 2015 –  Lupus Racing Team
- 2015 –  Caja Rural-Seguros RGA (stagiair vanaf 1-8)
- 2016 –  Team Jamis
- 2017 –  Cylance Cycling
- 2018 –  Rally Cycling
- 2019 –  Rally UHC Cycling
- 2020 –  Rally Cycling
- 2021 –  Rally Cycling
- 2022 –  Human Powered Health
- 2023 –  L39ION of Los Angeles

Beyer · David · Flautt · Gravois · Jeannès · Jowsey · E. Murphy · K. Murphy · Neagos · Olheiser · Rugg · Schurman · Stone · Vaubourzeix
Aramendia · Arroyo · Barbero · Benito · Bilbao · Carthy · Ferrari · Fraile · Gonçalves · Grijalba · Lasca · Madrazo · Mas · Molina · Pardilla · Parra · Prades · Sáez · Txurruka · Vilela · Jiménez (stagiair) · Murphy (stagiair) · Rosón (stagiair)
Anderson · Anthony · Britton · Carpenter · Dal-Cin · de Vos · Ellsay · Huff · Huffman · Joyce · Magner · McNulty · Murphy · Oronte · Pate · Young
Aasvold · Bassett · Brown (tot 26/6) · Carpenter · Coté · de Kleijn · de Vos · Gibson (vanaf 6/6) · Haga · Hecht · Jensen · Joyce · King · Krul · Mannion · Murphy · Rosskopf · Swirbul · Zukowsky · Chrétien (stagiair) · Double (stagiair) · Stites (stagiair)